# Ley del Valor Inicial de Wilder
La ley de Wilder (conocida como la Ley del Valor Inicial, en alemán: Ausgangswertgesetz) establece que "la magnitud de los cambios psicofisiológicos depende del nivel tónico inicial del que se parta. Si el nivel tónico es alto, entonces las respuestas o cambios son más pequeños que si el nivel tónico inicial es bajo". No está claro si es un efecto real o un artefacto estadístico.
La editorial Springer presentó esta ley por primera vez en 1931. Wilder aplicó a seres humanos inyecciones de pilocarpina, atropina o epinefrina, y descubrió que los cambios en el pulso y la presión arterial eran más pequeños que el promedio si los participantes tenían valores altos antes de la inyección, y viceversa. 
Los primeros artículos informales y trabajos de Wilder sobre esta ley comenzaron en 1922. En aquella época, Wilder trabajo en consultorio del Dr. Wagner-Jauregg, Premio Novel- doctor premiado en la universidad de Viena. Sin embargo, Wilder no tuvo las mismas oportunidades para ser Catedrático como se desarrollaba su trayectoria por ser judío. Su trayectoria fue interrumpida de manera temporal debido a una migración a los Estados Unidos en 1938. La herencia de Wilder se estableció a través de la Ley del Valor Inicial, ha sido publicada en todo el mundo. Sin embargo, la investigación y la obra de Wilder trataron temas de muchos tratados sobre las éticas y el pensamiento mágico, para investigar sobre la criminología, la esclerosis múltiple, el azúcar en sangre y muchos otros temas. Además, practicó el psicoanálisis en Nueva York, y previamente, como el director del Hospital Rothschilds (en alemán: Rosenhügel) para neuróticos. 